# Stadsbuitensingel
Stadsbuitensingel, Buitensingel of Stadssingel was de benaming voor de Haarlemse waterlopen die de binnenstad omsingelen. Van noord naar zuid maakten de Schotersingel, Kloppersingel, Papentorensingel (gedempt), Oostersingelgracht (gedempt), Herensingel, Kampersingel, Gasthuissingel, Raamsingel, Zijlsingel en Kinderhuissingel uit van deze singel. Zie de afzonderlijke artikelen voor meer informatie.